# Каушенски район
Каушенски район е един от тридесет и двата района на Молдова. Площта му е 1163 квадратни километра, а населението – 81 185 души (по преброяване от май 2014 г.). Намира се в часова зона UTC+2. Пощенският му код е 243, а МПС кодът CS.